# 台北地下鉄通り魔事件
台北地下鉄通り魔事件（たいぺいちかてつとおりまじけん）とは、2014年5月21日に中華民国（台湾）新北市板橋区で発生した無差別殺人事件である。4人が死亡、24人が負傷した。
現行犯として逮捕された被疑者（2016年に銃殺刑）は21歳の男子大学生であり、以下は“A”と略する。

## 経緯

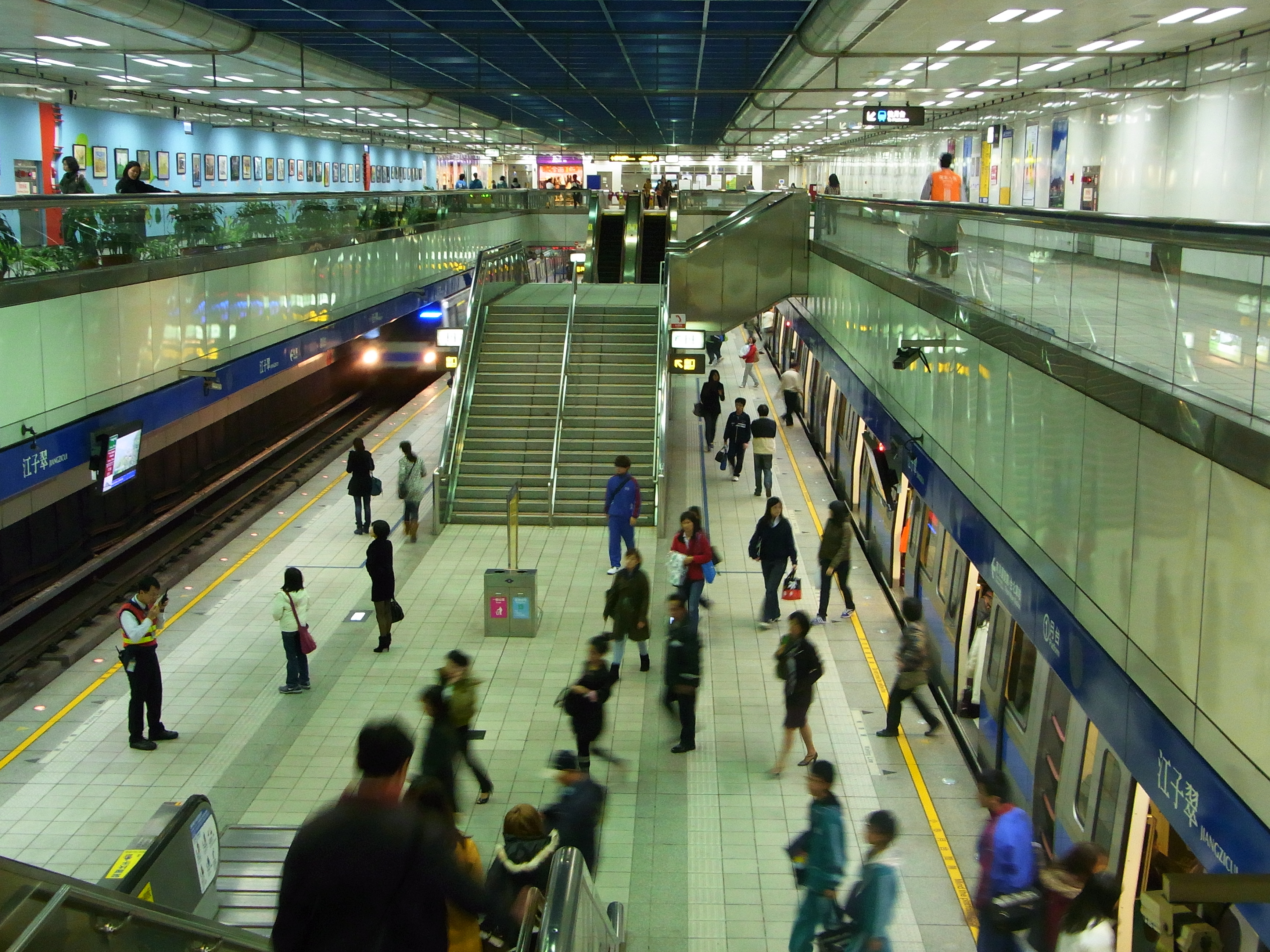
江子翠駅

2014年5月21日午後3時30分ごろ、Aは刃物をポケットに隠し、台北捷運板南線江子翠駅にて南港展覧館行きの列車に乗り込み、国父紀念館駅で降車し、そしてホームの反対側に移り、来た道を引き返すように永寧方面行きの列車に乗車した。4時30分ごろ、龍山寺駅から発車した後Aは突然包丁を取り出して乗客らを次々に刺した。Aはその後また江子翠駅で列車を降り、包丁を振り回しながらプラットホームをぶらついたが、駅を出ようとしたところ駅員と乗客に取り押さえられ警察に現行犯逮捕された。

## 救急活動
この凶行に対する救急活動は迅速に始まった。現場にいた通行人はAがまだ逮捕されていないにもかかわらずプラットホームで被害者達に対してCPRを行った。

## 被告人
Aは板橋区出身の21歳の東海大学学生であり（国防大学を退学し東海大学に転校）、「襲撃は以前から考えていたことで、大学卒業後に決行する予定であったが、事件当日に授業がなかったため決行した」と語っている。動機については定かでないが、何かショッキングな大事件を起こしたいと思っていたという。
小学生の頃、「将来は大したことをやりたい」と言った。高校の時、クラス班長を担当するものの、クラスメートに同級生の女性を何人も殺したいと言った。そして、卒業アルバムで、「私は、自分の家を放火したことがないよ」と書いている。大学の時、友達があまりいなく、趣味は暴力的なオンラインゲームで、電車殺人事件などに関する猟奇小説も書いた。フェイスブックでよく衝動的な発言をする。
Aは台湾メディアでは「殺人鬼」と呼ばれている。

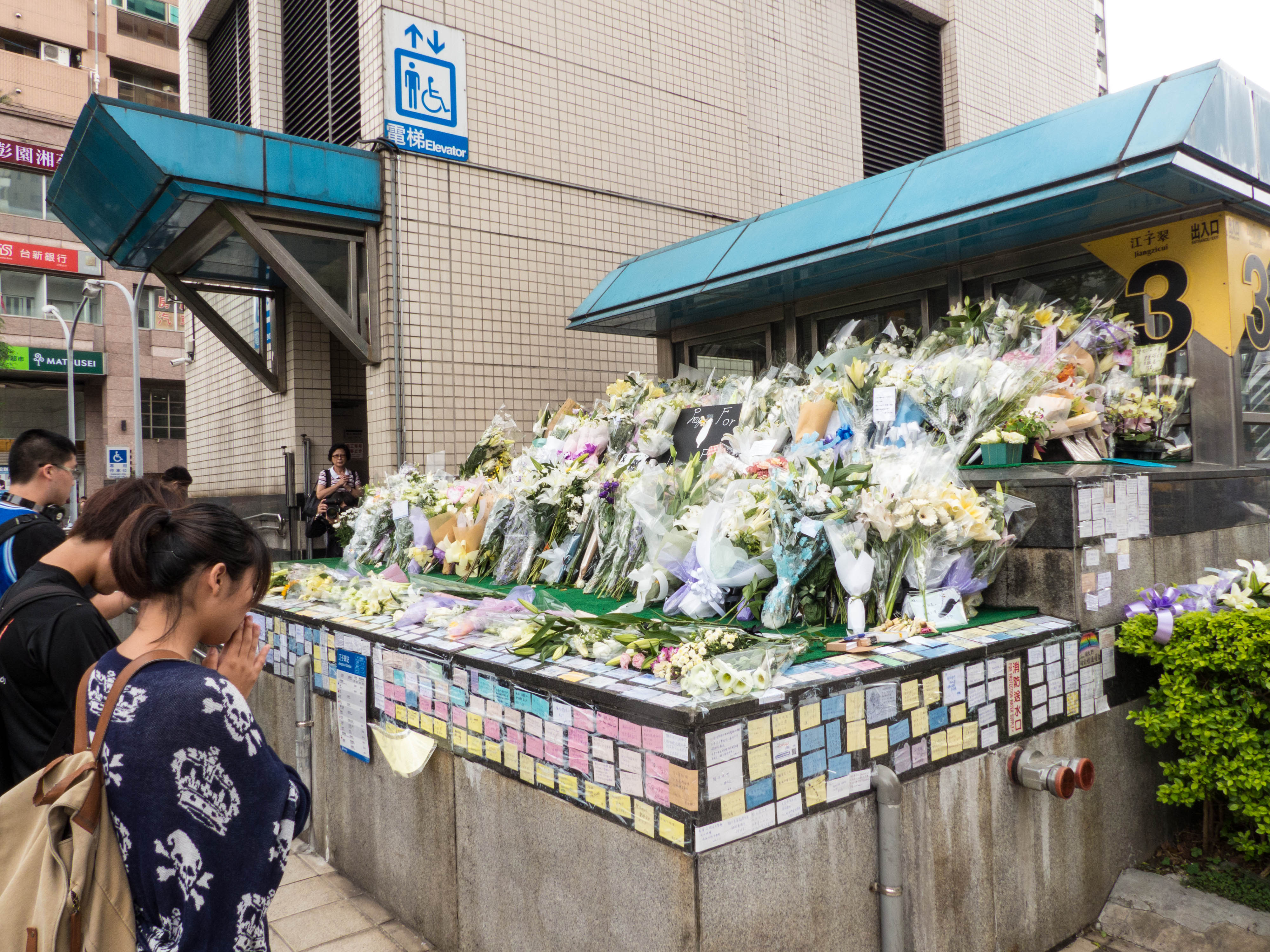
献花台の様子

## 刑事裁判
Aは殺人罪で起訴され、一審の新北地裁は2015年3月6日に（4人を殺害したということで）4回分の死刑と公民権剥奪を言い渡された。Aは「何も後悔していない」「死刑判決が出ても気にしない。一審が死刑判決なら、すぐに控訴すればいい」と述べ、被害者遺族に激しく罵倒されても「全然気にならない。罵られてもおれはちっとも痛くない！」と述べた。2016年5月10日にAの死刑（銃殺刑）が執行された。

## 路線の調査
地元の方によっては次の駅に到着まで3分ぐらいかかるにより、乗車中たくさんの乗客を殺すのができたのである。地下線の上には新店渓である。

## 民事裁判
台北捷運公司は保険会社・新光産物保険の「旅客運送責任保険」を付保していた。契約では、まず台北捷運公司が医療費などの費用を支出し、その後に被害者に代わって新光産物保険に対して保険金給付を申請できると約定していた。しかし、先に医療費用を立て替えた健保局が新光産物保険に保険金給付を申請したところ、新光産物保険は「Aの犯行は通常の『公共の安全に関わる事故』ではなく、契約で除外事由とされている『テロ行為』に該当する」と主張して支払いを拒否したため裁判となった。この裁判で台北地方法院は2015年11月9日、「テロ行為とは、個人または団体が、政治、宗教などイデオロギー上の目的（政府転覆や市民らを恐怖に陥れることを含む）を達成するための武力行使および暴力、脅迫、威嚇、破壊などの行為をいう。しかしながら、本件のA被告による殺傷行為の主たる目的は個人的なストレス発散であり、社会を恐怖に陥れることではないため、テロ行為には該当しない」とし、新光産物保険に保険金の支払いを命じた。

## 事件の反響

### 施設の安全対策
台北市長郝龍斌と新北市市長朱立倫はそれぞれ記者会見を行い、事件の再発防止策の検討を指示した。事件後、台北捷運の駅や車内には模倣犯防止のため、警察が多数配置されており、不審者に対しては職務質問を随時実施している。